# Cambise II di Persia
Cambise II (in greco: Καμβύσης, Kambýsēs; in persiano antico: Kambūjia; ... – 522 a.C.) fu gran re dell'Impero achemenide dal 529 a.C. alla sua morte. Fu anche il primo faraone persiano, grazie alla sua conquista dell'Egitto del 525 a.C., con il nome di Mesutira Kamebet.

## Re di Persia
Figlio di Ciro il Grande, fu nominato reggente nel 529, col titolo di re di Babilonia. Alla morte del padre, avvenuta nello stesso anno, divenne re di Persia, continuando l'opera paterna di consolidamento dell'impero. Prima di partire per la spedizione contro l'Egitto, fece uccidere di nascosto il fratello Bardiya (meglio conosciuto con il nome greco di Smerdi), temendo che potesse usurpare il regno durante la sua assenza.
Nel frattempo, in patria, un sacerdote di nome Gaumata, tentò di impadronirsi del trono affermando di essere lo scomparso fratello del re. Cambise morì durante il viaggio di ritorno verso Susa.

## Re d'Egitto

In azzurro (le parti da lui conquistate) e verde il regno sotto Cambise II

Mesutira Kamebet è il nome egizio assunto da Cambise II, dopo la conquista dell'Egitto, che governò dal 525 a.C. al 522 a.C. Nella lista di Manetone è indicato come il primo sovrano della XXVII dinastia.

### Eventi storici
Dopo aver sconfitto, nel 525 a.C., l'ultimo sovrano della XXVI dinastia, Psammetico III, grazie anche alla collaborazione del generale greco Fanes, che in precedenza aveva disertato dall'esercito egizio, Cambise occupò tutto l'Egitto giungendo fino al confine con la Nubia. Pur essendosi incoronato re dell'Egitto, adottando la completa titolatura reale, considerò la sua conquista come una satrapia dell'impero persiano e ne affidò il governo al satrapo Aryandes anche per potersi dedicare a tre progetti militari che dovevano avere come base di partenza l'Egitto stesso: la conquista della Nubia, una spedizione verso le oasi occidentali del deserto libico e la conquista di Cartagine. 
Le prime due imprese fallirono probabilmente a causa della scarsa conoscenza del territorio e la terza non ebbe neppure inizio a causa del rifiuto dei marinai fenici, che non vollero armare la flotta persiana per attaccare una città di origine fenicia. Da queste spedizioni nacquero leggende su una presunta armata perduta di Cambise, la cui esistenza è citata da Erodoto, oggetto di interessamento da parte degli archeologi.
Secondo lo storico greco Erodoto in seguito a questi fallimenti il re persiano impazzì iniziando a comportarsi con efferata crudeltà e giungendo a uccidere con le proprie mani il sacro toro Api. Queste notizie, anche se confermate in parte da un testo ebraico, sono probabilmente affette da una certa parzialità a causa della visione anti-persiana dello storico greco.
Alcuni dati archeologici sembrano smentire Erodoto: il fastoso sarcofago, conservato nel Serapeo di Saqqara, che Cambise stesso dedicò al toro Api morto durante il suo regno e una statua dovuta a Udjahorresne, un funzionario egizio che si era messo al servizio dei persiani. Nell'iscrizione, Udjahorresne, Capo del palazzo e Sovrintendente alla flotta sotto Amasis e Psammetico III afferma di aver preparato la titolatura reale per Cambise e di averlo convinto a onorare la dea Neith di Sais. 
Nel 522 a.C. Cambise fu costretto a partire dall'Egitto per ritornare a Susa a causa di un complotto ordito contro di lui dall'usurpatore  Gaumata. Morì, in circostanze non del tutto chiare, durante il viaggio.

## Titolatura
| G5 |

| G5 |

| F36 | N16 · N16 |

| F36 | N16 · N16 |

| F36 | N16 · N16 |

| F36 | N16 · N16 |

| F36 | N16 · N16 |

| F36 | N16 · N16 |

| F36 | N16 · N16 |

| F36 | N16 · N16 |

| G16 |

| G16 |

|  |

| G8 |

| G8 |

|  |

| M23 · X1 | L2 · X1 |

| M23 · X1 | L2 · X1 |

| N5 | F31 | w | U33 |

| N5 | F31 | w | U33 |

| N5 | F31 | w | U33 |

| N5 | F31 | w | U33 |

| N5 | F31 | w | U33 |

| N5 | F31 | w | U33 |

| N5 | F31 | w | U33 |

| N5 | F31 | w | U33 |

| G39 | N5 |

| G39 | N5 |

| k | m | D58 | i | V13 · t |

| k | m | D58 | i | V13 · t |

| k | m | D58 | i | V13 · t |

| k | m | D58 | i | V13 · t |

| k | m | D58 | i | V13 · t |

| k | m | D58 | i | V13 · t |

| k | m | D58 | i | V13 · t |

| k | m | D58 | i | V13 · t |